# La Pomme (Star Trek)
Pour les articles homonymes, voir La Pomme.
La Pomme (The Apple) est le cinquième épisode de la deuxième saison de la série télévisée Star Trek. Il fut diffusé pour la première fois le 13 octobre 1967 sur la chaîne NBC. 
Le titre est une référence au Fruit défendu de la Bible, et l'épisode est célèbre pour le nombre de morts de membres de l'équipage habillés d'un habit rouge.
Lors de leur visite sur la planète Gamma Trianguli VI, l'équipage de l'Enterprise croit trouver une planète paradisiaque, mais on s'aperçoit assez rapidement que chaque plante est piégée et que les habitants adorent un dieu dénommé « Vaal ». 

## Distribution

### Acteurs principaux
- William Shatner : capitaine Kirk (VF : Yvon Thiboutot)
- Leonard Nimoy : Spock (VF : Régis Dubost)
- DeForest Kelley : McCoy (VF : Michel George)
- James Doohan : Scotty (VF : François Cartier)
- Walter Koenig : Chekov (VF : André Montmorency)

### Acteurs secondaires
- Keith Andes : Akuta (VF : Ronald France)
- Shari Nims : Sayana
- David Soul : Makora
- Eddie Paskey : lieutenant Leslie
- William Blackburn : lieutenant Blackburn
- John Winston : transporter en chef Kyle
- Celeste Yarnall : Martha Landon
- Jay Jones : enseigne Mallory
- Jerry Daniels : Marple
- Mal Friedman : Hendorf
- Dick Dial : Kaplan
- Paul Baxley : indigène
- Bobby Clark : indigène
- Vince Deadrick : indigène
- Ron Burke : indigène

## Résumé
Une mission d'exploration venue de l'Enterprise se téléporte sur la planète Gamma Trianguli VI, une planète semblable à un paradis tropical. Elle est composée du capitaine Kirk, du docteur McCoy, du lieutenant Chekov, de Spock, de Martha Landon (dont Chekov semble être amoureux). Ces membres d'équipage sont accompagnés de quatre autres membres portant des tenues rouges.
Toutefois la planète s'avère hostile : les plantes envoient des dards empoisonnés, certains rochers sont explosifs et de violents orages peuvent apparaître en quelques secondes. Après la mort successive de quatre membres (les personnages secondaires en tenues rouges), la mission tente de rentrer au vaisseau mais la téléportation ne fonctionne plus. L'ingénieur Scotty les informe qu'une étrange force les en empêche. Cette force attire l'Enterprise vers la surface de la planète.
Kirk découvre un indigène qui les espionne derrière un buisson. Celui-ci se nomme Akuta et est le chef d'un peuple lui-même nommé les « nourrisseurs de Vaal ». Vaal est le dieu qu'il adore et celui-ci lui parle directement en s'adressant à lui par le truchement d'antennes qu'il possède sur sa tête. Kirk suspecte Vaal d'être responsable de la force qui attire le vaisseau et il demande à le voir. Akuta l'emmène vers une formation en forme de bouche de serpent dans laquelle les habitants doivent nourrir leur dieu. Un champ de force empêche toutefois l'équipe de l'Enterprise de s'y approcher. Spock reconnaît qu'il s'agit en réalité d'une immense machine.
Accueillie dans le village des indigènes, l'équipe d'exploration apprend qu'ils n'ont pas d'enfants et que parfois Vaal leur envoie un « remplaçant » quand l'un d'entre eux meurt. Du reste, leur population est restée à un stade très primitif, et lorsque McCoy examine certains d'entre eux, il découvre qu'ils ne vieillissent pas et sont quasiment immortels. Bien que tout rapport sexuel soit interdit, deux indigènes observent Chekov et Martha s'embrasser et tentent de faire de même. Ils sont réprimandés par Akuta et reçoivent de Vaal l'ordre de tuer les explorateurs.
Après la quatrième mort d'un membre de l'équipage, une bagarre s'engage entre eux et les indigènes qui, n'étant pas entraînés pour la bagarre, la perdent. Kirk apprend que le vaisseau va bientôt s'écraser sur la planète et demande à Scotty de tirer des lasers contre la caverne en forme de serpent. Après un petit moment de résistance, celle-ci explose. Le vaisseau Enterprise est libéré du rayon tracteur. Kirk annonce aux habitants de la planète qu'ils sont enfin libres, vont vivre une vie normale et vont pouvoir enfanter. À bord du vaisseau, Spock est dubitatif : il se demande si leur action n'a pas eu pour conséquence de sortir une population du jardin d'Eden et compare l'équipe d'exploration à la pomme qu'Eve fit manger à Adam.

## Autour de l'épisode
- L'épisode est célèbre pour le nombre de morts de membres de l'équipage habillés d'un habit rouge. En effet quatre des cinq agents en tenue rouge sont tués au cours de l'épisode, le seul restant vivant étant Martha Landon, la « tenue rouge » féminine.
- Ni Sulu ni Uhura n'apparaissent dans cet épisode.
- La Directive première, obligeant l'équipe de l'Enterprise à ne pas interférer dans les affaires des peuples inférieurs est une nouvelle fois discutée ici.

## Production

### Écriture
L'épisode fut le seul script écrit par Max Ehrlich. Proposé en avril 1967, le script final fut terminé le 20 juin 1967 avant d'être réécrit partiellement par le producteur Gene L. Coon au cours des mois de juin et juillet 1967. Dans la première version, Kirk voyageait seul dans l'univers parallèle où la Fédération était en guerre contre une espèce nommée les Tharns.

### Tournage
Le tournage eut lieu du 14 au 24 juillet 1967 dans les studios de la compagnie Desilu Productions sur Gower Street à Hollywood sous la direction de Joseph Pevney.
La robe portée par Celeste Yarnall était le costume de Grace Lee Whitney, l'actrice qui jouait Janice Rand dans la première saison. Durant le tournage, l'acteur Jay Jones, qui joue le rôle de l'enseigne Mallory fut blessé lors de la scène d'explosion.

### Post-production
Le compositeur Fred Steiner adaptera la musique qu'il avait composée pour le thème des Romuliens dans l'épisode Zone de terreur afin de faire le thème de l'Empire.

## Diffusions

### Diffusion aux États-Unis
L'épisode fut retransmis à la télévision pour la première fois le 13 octobre 1967 sur la chaîne NBC en tant que cinquième épisode de la deuxième saison.

### Diffusion au Royaume Uni et au Québec
L'épisode fut diffusé au Royaume Uni le 15 juin 1970 sur BBC One.
En version francophone, l'épisode fut diffusé au Québec en 1971. 

### Diffusion en France
En France, l'épisode est diffusé le 25 juillet 1986 lors de la rediffusion de l'intégrale de Star Trek sur La Cinq.

## Réception critique
Dans un classement pour le site Hollywood.com, Christian Blauvelt place cet épisode à la 20e position sur les 79 épisodes de la série originelle, trouvant que l'épisode pose bien la question "peut-on forcer quelqu'un à être libre". 
Pour le site The A.V. Club, Zack Handlen donne à l'épisode la note de B-, considérant que Kirk fait ingérence en décidant pour un peuple qui ne lui a rien demandé, ce qui lui rappelle l'action des États-Unis sur les populations du Moyen-Orient.

## Hommages et inspirations
- La tunique de Spock déchirée par l'éclair dans cet épisode fut vendue lors d'enchères pour une convention de science-fiction en 1967.
- Les plantes envoyant des dards empoisonnés seront reprises en 1991 dans l'adaptation en jeux vidéo sur NES Star Trek: 25th Anniversary
- La version française du dialogue entre Spock et Chekov lors de cet épisode sert d'introduction au morceau Spock around the clock sur l'album Houlala 2 : La Mission du groupe Ludwig von 88.

## Adaptation littéraire
L'épisode fut romancé sous forme d'une nouvelle de 20 pages écrite par James Blish dans le livre « Star Trek 6 », un recueil compilant différentes histoires de la série, et sortit en avril 1972 aux éditions Bantam Books.
Hendorff, un comic publié en 2012 chez IDW Comics raconte les événements de cet épisode mais avec les personnages issues de la série de films Star Trek de 2009. Dans cette version, les membres d'équipage vêtus de tuniques rouges survivent.

## Éditions commerciales
Aux États-Unis, l'épisode est disponible sous différents formats. En 1988 et 1990, l'épisode est sorti en VHS et Betamax. L'épisode sortit en version remastérisée sous format DVD en 1999 et 2004.
L'épisode connut une nouvelle version remastérisée sortie le 1er mars 2008 : l'épisode fit l'objet de nombreux nouveaux effets spéciaux, notamment les plans de la planète Gamma Trianguli VI vue de l'espace, les plans de l'Enterprise qui ont été refaits à partir d'images de synthèse. Les effets des éclairs ainsi que les tirs de lasers contre la caverne ont été aussi retouchés. Cette version est comprise dans l'édition Blu-ray, diffusée en septembre 2009.
En France, l'épisode fut disponible avec l'édition VHS de l'intégrale de la saison 2 en 2000. L'édition DVD est sortie le 18 novembre 2004 et l'édition Blu-ray le 27 avril 2009.